# 로버트 베일리
로버트 베일리(Robert Baillie, 1602년 4월 30일 - 1662년)는 스코틀랜드 교회의 목회자로, 언약도들을 위한 글을 저술한 것으로 유명하다.
그는 17세기 중반에 일어난 신학적, 교회제도에 관한 논쟁에 참여하여 성경에 입각한 진리를 추구하려고 노력하였다.
그는 윌리엄 로드에 제안된 스코틀랜드 기도서를 거부하였다.
그의 저작인 "편지"는 스코틀랜드 역사의 기록에 대한 매우 자세한 연구자료들을 제공하고 있다.

## 저서
- Letters and Journals of Robert Baillie (1637-1662)